# Monotes kerstingii
Monotes kerstingii är en tvåhjärtbladig växtart som beskrevs av Ernest Friedrich Gilg. Monotes kerstingii ingår i släktet Monotes och familjen Dipterocarpaceae. Inga underarter finns listade i Catalogue of Life.

## Bildgalleri

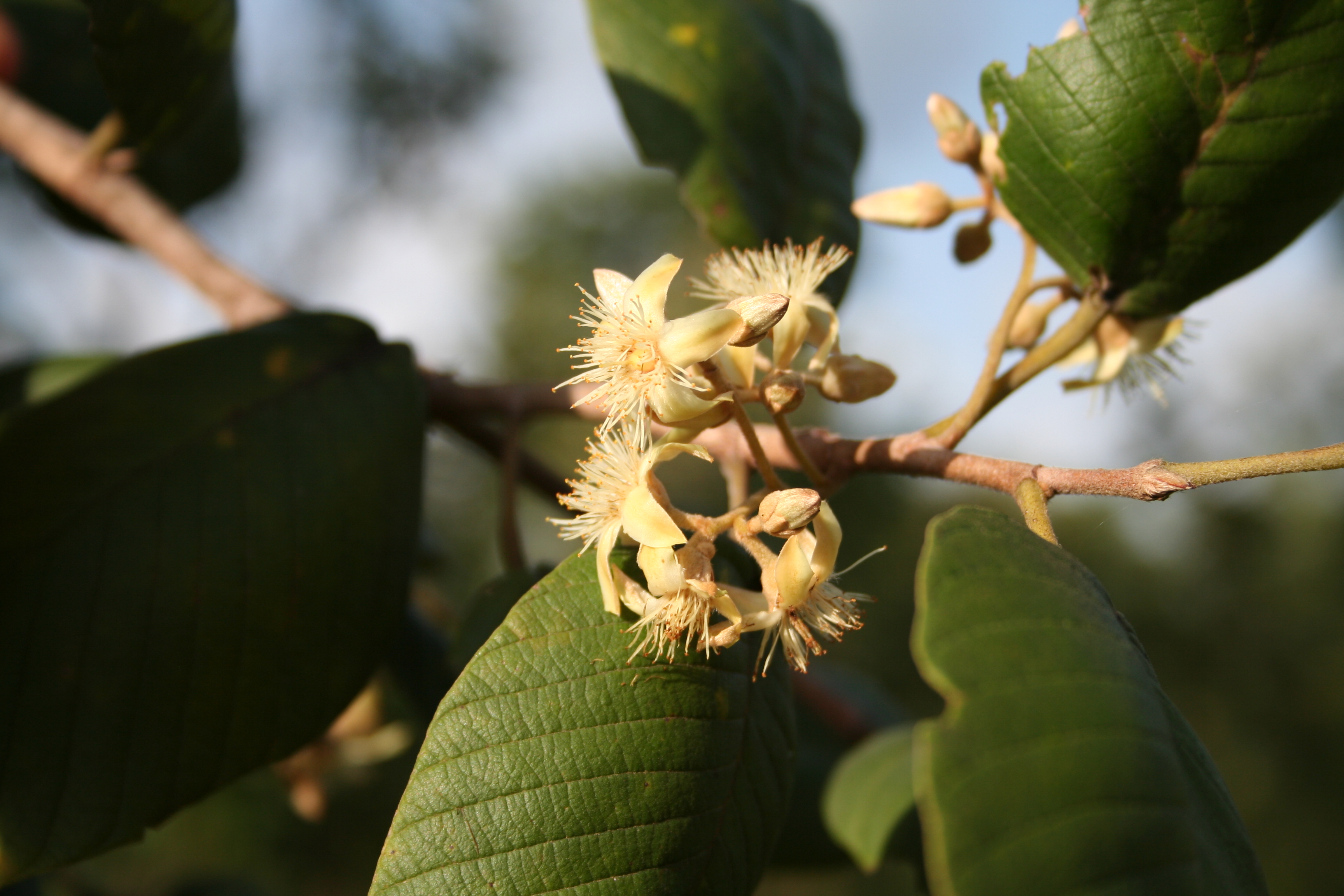